# Ліза Керол Каміллері
Ліза Керол Каміллері (Ліза Камільєрі, англ. Lisa Camilleri, народилася 24 лютого 1983 року в Туллі, Північний Квінсленд) — професійний гравець у сквош, яка представляла Австралію. Вона досягла світового рейтингу № 28 у травні 2011 року.
Грала правою рукою, ракетки Harrow.
| Нагороди та досягнення    | Нагороди та досягнення                   | Нагороди та досягнення      |
| ------------------------- | ---------------------------------------- | --------------------------- |
| Preceded by Елісон Уотерс | 'Cardwell' Повернення: гравець року 2013 | Succeeded by Current holder |